# Paweł Nastula
Paweł Marcin Nastula (* 26. června 1970 Varšava, Polsko) je bývalý polský zápasník–judista a profesionální zápasník ve stylu MMA, olympijský vítěz v judu z roku 1996.

## Sportovní kariéra
S judem začal v 10 letech v rodné Varšavě. Připravoval se v univerzitním klubu AZS-AWF pod vedením Wojciecha Borowiaka. V polské seniorské reprezentaci se pohyboval od roku 1989 ve střední váze do 86 kg a od roku 1991 v polotěžká váze do 95 kg. Ve stejném roce si druhým místem na mistrovství světa zajistil kvalifikaci na olympijské hry v Barceloně v roce 1992. Na olympijských hrách postoupil do semifinále, které po taktické stránce nezvládl a prohrál s Britem Rayem Stevensem na praporky (hantei). V boji o třetí místo nestačil na Rusa Dmitrije Sergejeva a obsadil páté místo. V roce 1993 se podrobil operaci zraněného kolene a po rekonvalescenci se v roce 1994 dostal do obdivuhodné formy, která mu vydržela dlouhé čtyři roky. V období let 1994 až 1997 zůstal na vrcholném turnaji v soutěži jednotlivců neporažen.
V roce 1996 startoval jako hlavní favorit na olympijských hrách v Atlantě. V semifinále zvládl otočit nepříznivě se vyvíjející zápas s Brazilcem Aurélio Miguelem. Minutu před koncem dostal třetí šido za pasivitu a prohrával na wazari. V závěrečných sekundách však drtivým náporem donutil Brazilce k chybě a kontrachvatem uči-mata-gaeši zápas otočil. Finále proti Jihokorejci Kim Min-suovi bylo zcela v jeho režimu. Z úvodní akce se po kombinaci uči-mata + sukui-nage dostal do vedení na juko a z následující akce svojí osobní technikou levým nízkým seoi-nage zápas ukončil na ippon. Získal zlatou olympijskou medaili.
Výrazný pokles jeho výkonnosti přišel s rokem 1998. Mezinárodní judistická federace navýšila limit jeho polotěžké váhy z 95 kg do 100 kg, ale hlavním důvodem byla celková reorganizace způsobu financování polského vrcholového sportu. Rušila se vrcholová sportovní centra a na kvalitní sportovní přípravu, která byla základem jeho úspěchů, se nedostávalo peněz. V roce 2000 se kvalifikoval na olympijské hry v Sydney, ale vypadl v úvodním kole s Izraelcem Arielem Ze'evim. V roce 2004 se na své čtvrté olympijské hry nekvalifikoval. Vzápětí ukončil sportovní kariéru přestupem mezi profesionály.
Paweł Nastula byl pravoruký judista s osobním technikou seoi-nage a rychlým a přesným přechodem a do boje na zemi (ne-waza), ve kterém převládaly techniky páčení. Kouzlo jeho úspěchu v letech 1994-1997 bylo dáno zodpovědným přístupem a výbornou fyzickou a technickou přípravou ve spolupráci s trenérem Borowiakem.

## Profesionální kariéra
V roce 2004 podepsal smlouvu s japonskou organizací Pride Fighting Championships zastřešující zápasy v populární bojovém stylu MMA. Za Pride Fighting Championships zápasil do jejího zániku v roce 2007. Později se vrátil do Polska, kde zápasil v MMA pod organizaci Konfrontacja Sztuk Walki (KSW). V profesionálním ringu se na světové úrovni výrazněji neprosadil. Kariéru ukončil se zápornou bilancí 5 výher a 6 proher, z čehož naprostá většina výher byla doma v Polsku v exhibičním duchu např. zápas s olympijským vítězem v zápasu řecko-římském Andrzejem Wrońskim.
Žije ve Varšavě, kde vede zápasnický klub Nastula Club Bielany. Podobně jako jeho osobní trenér Borowiak se objevuje v polských novinách především v situacích kritiky fungování Polského judistického svazu.

## Výsledky v judu
| Turnaj             | 1989    | 1990    | 1991           | 1992           | 1993           | 1994           | 1995           | 1996           | 1997           | 1998           | 1999           | 2000           | 2001           | 2002           | 2003           | 2004           |
| Turnaj             | 19      | 20      | 21             | 22             | 23             | 24             | 25             | 26             | 27             | 28             | 29             | 30             | 31             | 32             | 33             | 34             |
| Turnaj             | střední | střední | polotěžká váha | polotěžká váha | polotěžká váha | polotěžká váha | polotěžká váha | polotěžká váha | polotěžká váha | polotěžká váha | polotěžká váha | polotěžká váha | polotěžká váha | polotěžká váha | polotěžká váha | polotěžká váha |
| ------------------ | ------- | ------- | -------------- | -------------- | -------------- | -------------- | -------------- | -------------- | -------------- | -------------- | -------------- | -------------- | -------------- | -------------- | -------------- | -------------- |
| Olympijské hry     |         |         |                | 5.             |                |                |                | 1.             |                |                |                | úč.            |                |                |                | —              |
| Mistrovství světa  | úč.     |         | 2.             |                | úč.            |                | 1.             |                | 1.             |                | úč.            |                | úč.            |                | —              |                |
| Mistrovství Evropy | —       | —       | 7.             | —              | —              | 1.             | 1.             | 1.             | —              | úč.            | 2.             | —              | —              | úč.            | —              | úč.            |
| MS juniorů         |         | úč.     |                |                |                |                |                |                |                |                |                |                |                |                |                |                |
| ME juniorů         | 3.      | 3.      |                |                |                |                |                |                |                |                |                |                |                |                |                |                |